# Забава Путятишна (опера)
«Забава Путятишна» — комическая опера М. М. Иванова в 4 действиях и 5 картинах с прологом на сюжет В. П. Буренина. Итальянский перевод либретто В. Нардуччи. Действие происходит в древнем Киеве.

## «Русский стиль»
Конец XIX — начало XX века на оперной сцене российских театров характеризовался т. н. «русским стилем», канонизированным еще при Александре III. Это время увлечённости русской былиной — ср. такие картины как «Алёнушка» (1881) и «Богатыри» (1898) Виктора Васнецова, оперы «Добрыня Никитич» (1895—1901) Гречанинова и «Тушинцы» (перв. пост. 1895) Бларамберга по пьесе Александра Островского. Светлана Лащенко указывала, что «даже тогда, когда названные стилевые пристрастия в других видах искусства сошли на нет, в спектаклях русской Императорской оперы отечественная публика ждала того же „богатырства“, размашистости и роскошеств». Эти же элементы присутствуют и в «Забаве Путятишне».

## Персонажи
- Княжна Забава Путятишна, племянница стольного князя Киевского — лирическое или колоратурное сопрано
- Василиса Микулишна, жена Ставра — контральто
- Настя, подруга княжны — сопрано
- Мамка княжны — меццо-сопрано.
- Князь стольный Киева — бас
- Соловей Будимирович, заезжий богатырь, венецианский патриций — тенор
- Ставр Годинович, богатырь, певец — бас
- Бермята Васильевич, боярин — тенор
- Илья Иванович (Муромец), богатырь — низкий бас
- Добрыня Никитич, богатырь — баритон
- Баклан, мурза, посол ордынского царя Калина — тенор
- Туруктан, мурза, посол ордынского царя Калина — бас
- Таракан, мурза, посол ордынского царя Калина — бас
- Богатыри, бояре, боярыни, сенные девушки, гридни, слуги, голь и пр.

## Сюжет
Сюжет оперы основан на древнерусских былинах.
Действие I, картина I: Сцена 1: Забава флиртует с Соловьём, рассказывающим ей о Венеции. Сцена 2: Князь узнаёт о недавней женитьбе Ставра и требует привезти молодую жену ко двору, однако Ставр отказывается и разгневанный князь повелевает заточить Ставра в темницу. За Ставра заступается Илья Муромец, но князь и его приказывает заковать в железа. Только благодаря заступничеству Забавы и Добрыни князь отпускает Илью, однако повелевает ему удалиться от двора.
Действие I, картина II: Сцена 1: Майской ночью Забава с Настей, мамкой и девушками гуляет по лесу и наслаждается пением соловья (ария Княжны Как жаль.... Поверишь, Настя...) Сцена 2. Василиса, переодетая польским королевичем, собирается спасти Ставра; Добрыня обещает ей помочь, но ему не нравится, что для этого нужно идти на обман. Сцена 3. Забава встречает королевича-Василису и влюбляется в него; Добрыня рассказывает Забаве, что ордынский царь Калин сманил жену Ставра. Сцена 4. Забава делится чувствами с Настей и мамкой. Настя напоминает Забаве о Соловье, но «королевич» Забаве милее.
Действие II: Сцена 1: Забава рассказывает князю, что видела ордынских послов. Князь интересуется не Василиса ли снарядила послов. Сцена 2: Забава замечает, что «королевич» грустит. После нескольких попыток узнать о причине его грусти Забава догадывается, что «королевич» влюблён и что её чувства не взаимны. Отослав «королевича», Забава оплакивает мечту о счастье. Сцена 3: Соловей видел расставание Забавы и «королевича» и упрекает её в неверности. Забава возмущена ревностью Соловья и прощается с ним. Соловей понимает, что потерял Забаву и собирается отомстить «королевичу». Сцена 4: Соловей вызывает «королевича» на дуэль, «королевич» принимает вызов. После ухода Соловья, Василиса думает о заточённом в темницу Ставре. Сцена 5: Князь принимает ордынских послов, приехавших сватать Забаву. Сцена 6: Забава отказывает послам. В ответ на её отказ послы угрожают войной.
Действие III: Сцена 1: «Королевич» приходит к Забаве и рассказывает ей о дуэли, а также о том, что он на самом деле Василиса, жена Ставра, решившая таким образом спасти мужа. Забава признаётся, что увлечение королевичем было из своенравия, и что на самом деле она любит Соловья. За сценой Соловей исполняет серенаду (Тихо, тихо всё в твоем саду…). Сцена 2: Соловей разочарован тем, что Забава не отозвалась на его серенаду. Сцена 3: Соловей видит Забаву с «королевичем» и угрожает ему. Забава называет «королевича» Василисой, Соловей поражён. Сцена 4: Князь сообщает Забаве, что царь Калин идёт с войском на Киев, и что без Ильи Муромца им не устоять. «Королевич» предлагает помирить князя с Ильёй, но требует в жёны Забаву. Князь согласен, но Забава возмущена — она не собирается выходить замуж за женщину. Мысль о том, что королевич — женщина кажется смехотворной и по совету Добрыни князь и богатыри решают испытать «королевича» в стрельбе из лука. «Королевич» выдерживает испытание и князь обещает свадьбу если «королевич» сможет его помирить с Ильей. Неожиданно начинается бунт, голь грозится разрушить стены. Князь и придворные удаляются, «королевич» остаётся чтобы усмирить толпу. Сцена 5: Голь требует возвращения Ильи Муромца ко двору. «Королевич» представляется посланным князем с повинной к Илье. Голь не доверяя «королевичу» решает сама отнести его к Муромцу.
Действие IV: Сцена 1: Добрыня рассказывает князю о победе Ильи Муромца, «королевича» и голи над ратью ордынского царя. Сцена 2: Князь принимает Илью Муромца и «королевича» в палатах. По настоянию Ильи, князь освобождает Ставра из темницы и сообщает ему об уходе Василисы в Орду. «Королевич» признаётся в том, что он — Василиса. Князь благословляет Забаву и Соловья. Все славят князя, Забаву, Василису и гостей.

## Постановки оперы

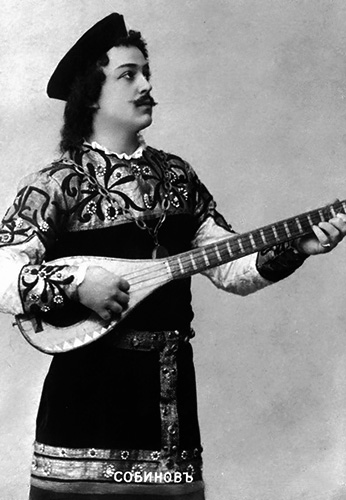
Леонид Собинов в роли Соловья Будимировича.

Отрывки из оперы исполнялись уже в 1896 году на концерте Филармонического Общества.
Полностью опера была впервые поставлена 3 января 1899 года в Москве на сцене императорского Нового театра. Первой исполнительницей роли Забавы Путятишны была М. Г. Цыбущенко, Соловья Будимировича — Л. В. Собинов, князя Киевского — С. Г. Власов, Ставра Годиновича — П. П. Раздольский, Василисы Микулишны — Л. Г. Звягина, Насти — О. Л. Данильченко, Ильи Ивановича (Муромца) — С. Е. Трезвинский, Добрыни Никитича — Б. Б. Корсов, мамки — В. В. Павленкова, Баклана — А. И. Стрижевский, Турухана — В. С. Тютюнник, Таракана — А. М. Успенский, гусляра — С. И. Гарденин. Директор императорских театров В. А. Теляковский вспоминал, что несмотря на сомнения в достоинствах этой оперы, он был её вынужден поставить, опасаясь влияния М. М. Иванова как критика «Нового времени». Против этой постановки выступал и профессор московской консерватории Н. Д. Кашкин, уже 20 октября 1898 года полагавший в письме к Э. Ф. Направнику, что «Забава» едва ли будет забавна. Премьера прошла с большим успехом, однако её успех Теляковский и цитируемый им Н. А. Римский-Корсаков относят на счёт влияния М. М. Иванова, нежели достоинств самой оперы. После нескольких (четырёх или шести) представлений опера была снята с репертуара.
6 февраля 1900 опера была поставлена в Харькове. Газета «Южный край» отмечала мастерство А. А. Фострём и Р. Я. Карамзиной-Жуковской.
Фрагменты из оперы исполнялись в Петербурге начиная с 1899. 27 марта 1900 года вышеупомянутая харьковская труппа привезла «Забаву» в Петербург (Забава — А. А. Фострём, Василиса — Р. Я. Карамзина-Жуковская, Ставр — Тарасов, князь — Чистяков, Соловей — Л. Д. Донской). Э. Ф. Направник не принял «Забаву Путятишну» к постановке в Мариинском театре, поэтому собственно петербургская премьера состоялась силами частной труппы на сцене театра Петербургской консерватории и только 16 марта 1901 с А. Фострём в партии Забавы и Л. В. Собиновым — Соловья.
Партию Забавы также исполняли О. Боронат и А. В. Нежданова, Соловья Будимировича — Д. А. Смирнов, С. М. Хромченко и Д. Х. Южин, Василисы — С. А. Синицына, Добрыни — И. Я. Гладков, князя — П. Д. Орлов, Ильи Муромца — В. А. Цветков.

## Критика
Описывая концертное исполнение отрывков из «Забавы Путятишны» в 1896 году, рецензент «Русской мысли» сравнивает их с зубной болью, «которая, не достигая большой силы, к концу утихает настолько, что совсем забываешь о её существовании». 5 марта 1897 А. С. Суворин записал в дневнике: «Слушал сегодня в зале придворного музыкантского хора отрывки из оперы М. М. Иванова „Забава Путятишна“ на текст Буренина. Мало таланта! Что то серединное».
Первая постановка «Забавы Путятишны» в Москве была мало успешна. Тем не менее, её автор М. М. Иванов будучи влиятельным музыкальным критиком «Нового времени» опубликовал хвалебную рецензию в этой газете, что вызвало крайне негативную оценку А. П. Чехова в письме к брату Александру.
Мнения современников об этой опере разделились. Так, говоря о постановке «Забавы Путятишны» в 1901 году газета «Новое время» писала, что целый ряд номеров «имеют все права на широкую популярность», а Е. П-скій в «Русской музыкальной газете» указывал, что понимание Ивановым русского стиля «состоит в помеси Бородина с Трауготом, Оффенбаха с Чайковским, „Дунайских волн“ (вальса) с экзерсисами Ганона». 16 февраля 1898 года Э. Ф. Направник характеризовал оперу как мало забавного и мало путного, указав, что «музыка несамобытна, бессодержательна и бесцветна», а мелодический элемент почти везде создан «по одному мелкотрафаретному образцу, в котором отсутствуют фантазия, колорит, увлечение, жизнь, не говоря о вдохновении и глубине». Опера служила предметом насмешек в кружке молодых петербургских музыкантов (А. М. Миклашевский, А. А. Спендиаров, Н. Н. Черепнин), называвших её «забавой пустяшной». Н. Н. Черепнин писал о «весьма бедной и беспомощной» технике «Забавы Путятишны». В. Е. Чешихин указывал, что «опера написана в доступном итальянско-русском мелодическом стиле современников Глинки» и называл «Забаву Путятишну» одной из «недурных „меццо-драматических“ опер отчётного периода».
```
Тихо, тихо всё в твоем саду,
Светит месяц в твой узорный терем,
Я пришёл к твоим закрытым дверям,
Я зову тебя, мой друг.., и жду тебя!
Я пришёл к его закрытым дверям,
Я тебя зову и жду.
У резного покажись крыльца,
Не томи тоскою ожиданья:
Дай увидеть милых глаз сиянье,
Наглядеться на тебя. А! На тебя!  
Я пришёл к его закрытым дверям,
Я тебя зову и жду!

```

В 1950-х «Забава Путятишна» вместе с «Мелузиной» Трубецкого, «Рыбаками» Симона и «Принцессой Грёзой» Блейхмана была названа «произведением эпигонским, поверхностным, с печатью дилетантизма и салонного эстетства», в постановке которой А. И. Шавердян видел линию «дискредитации национального репертуара». Музыковед А. А. Гозенпуд считал «Забаву Путятишну» произведением ничтожным.

## Популярные арии
Одна из наиболее популярных арий — серенада Соловья из III действия (Тихо, тихо всё в твоем саду…). Сохранились записи Л. В. Собинова, С. М. Хромченко и Д. Х. Южина; посвящённый звукозаписи журнал «Граммофон и фонограф» опубликовал текст серенады в ноябрьском номере за 1904 год. Популярностью пользовалась также ария Забавы из II действия оперы. Она была записана Олимпией Баронат (1904 г., на итальянском языке, в сопровождении фортепиано) и Е. А. Бронской (1914 г., с оркестром).  